# وانغ هاو شوان
وانغ هاو شوان (بالإنجليزية: wanghauxuan)‏، هو ممثل صيني من مواليد 2 سبتمبر 1995، اشتهر بدور (شويه يانغ) في مسلسل الجامحون عام 2019.

## الحياة الشخصية
ولد وانغ هاو شوان في مقاطعة سيتشوان في الصين، عندما أصبح في 18 عام
التحق بي أكاديمية بكين للسينما.

## الادوار
| العام | المسلسل       |
| ----- | ------------- |
| 2018  | الشباب        |
| 2018  | مقبره البحر   |
| 2019  | الجامحون      |
| 2020  | واحد من مليون |
| 2020  | رقصة العنقاء  |

## الجوائز
| العام | الجائزة                       | نتيجة |
| ----- | ----------------------------- | ----- |
| 2019  | مهرجان جيجيدو لافضل فنان وافد | فوز   |